# Längentaler Weisser Kogel
Le Längentaler Weißer Kogel est une montagne qui s’élève à 3 217 m d’altitude dans les Alpes de Stubai, en Autriche.